# 加藤久晴
加藤 久晴（かとう ひさはる、1937年 - ）は、日本のテレビディレクター、ジャーナリスト、メディア学者。

## 来歴
早稲田大学文学部卒。日本テレビ勤務、東海大学文学部広報メディア学科教授。2008年に退任。メディア総合研究所研究員。
主な担当番組「NNNドキュメント」「田英夫リポート」ほかでJCJ賞・地方の時代映像賞・ギャラクシー賞などを受賞。

## 著書
- 『戦場のシルクロードを行く アフガニスタン潜入記』日本テレビ出版、1984.
- 『尾瀬は病んでいる』大月書店、1987.6.
- 『傷だらけの百名山』リベルタ出版、1994.8. のち新風舎文庫
- 『続・傷だらけの百名山』リベルタ出版、1996.6. のち新風舎文庫
- 『新・傷だらけの百名山』リベルタ出版、2000.6. のち新風舎文庫
- 『映画のなかのメディア 映画の"輝き"テレビの"闇" 』大月書店、2002.10.
- 『原発テレビの荒野―政府・電力会社のテレビコントロール』大月書店、2012.4.
- 『異様！テレビの自衛隊迎合』新日本出版社、2024.5

## 共著
- 『ユーラシアシルクロード 1 (熱砂の中央アジア)』加藤九祚共著　日本テレビ放送網、1981.10.
- 『ユーラシアシルクロード 2 (万年雪の大コーカサス)』加藤九祚共著　日本テレビ放送網、1981.10.
- 『ユーラシアシルクロード 3 (女王の隊商都市)』前嶋信次共著　日本テレビ放送網、1982.4.
- 『ユーラシアシルクロード 4 (遥かなるガンダーラ)』』小谷仲男共著　日本テレビ放送網、1983.1.
- 『ユーラシアシルクロード 5 (オリエントから永遠の都へ) 』大島直政共著　日本テレビ放送網、1983.8.
- 『蒼き狼たちのモンゴル』吉田順一共著 日本テレビ放送網、1986.2.